# Jerzy Żurawski
Jerzy Żurawski (ur. 9 kwietnia 1930 we Włochach, zm. 15 sierpnia 2020 w Gdyni) – polski komandor dyplomowany, morski oficer pokładowy. W latach 1948–1986 służył w Marynarce Wojennej.

## Przebieg służby
W 1952 roku ukończył studia na Wydziale Pokładowym Oficerskiej Szkoły Marynarki Wojennej w Gdyni. W latach 50. był m.in. dowódcą ścigacza, grup ścigaczy, a następnie, od 1959 do początku 1962 roku, dowódcą helskiego Dywizjonu Ścigaczy. W latach 1962–1963 był zastępcą dowódcy ORP „Grom”, po czym odbył studia podyplomowe w Akademii Marynarki Wojennej ZSRR, po których po krótkiej służbie w Świnoujściu, został wykładowcą w Akademii Marynarki Wojennej w Gdyni. W 1974 został przeniesiony do Sztabu Głównego Marynarki Wojennej, gdzie służył do 1986 roku m.in. na stanowiskach starszego oficera dyżurnego i starszego dyżurnego operacyjnego.
Awansował kolejno na stopnie oficerskie:
- komandora podporucznika – 1962
- komandora porucznika – 1967
- komandora – 1979

## Odznaczenia
- Krzyż Kawalerski Orderu Odrodzenia Polski
- Złoty Krzyż Zasługi
- Złoty Medal „Siły Zbrojne w Służbie Ojczyzny”
- Złoty Medal „Za zasługi dla obronności kraju”
- Srebrna Odznaka Honorowa Gryfa Pomorskiego